# 브란코 이반코비치
브란코 이반코비치(크로아티아어: Branko Ivanković, 1954년 2월 28일 ~ )는 크로아티아의 축구 선수 출신 축구 감독으로 선수 시절 포지션은 공격형 미드필더였다.

## 선수 시절
1954년 크로아티아의 바라주딘 출신으로 1979년 자신의 고향팀인 NK 바라주딘에 입단하여 1990년 은퇴할 때까지 12시즌동안 한팀에서만 활동하며 프로 통산 266경기에서 31골을 기록했다.

## 지도자 생활

### 클럽팀
1990년 선수 은퇴 후 친정팀인 바라주딘에서 지도자 생활을 시작한 이래 조국인 크로아티아를 비롯해 독일, 중국, 사우디아라비아, 아랍에미리트, 이란의 여러 프로팀을 지휘했으며 특히 디나모 자그레브 감독 시절 팀의 프르바 HNL 리그 2연패(2006-07, 2007-08), 2006-07 시즌 크로아티아컵 우승, 2006 시즌 크로아티아 슈퍼컵 우승을 이끌며 2년 연속(2007, 2008) 크로아티아 올해 감독상에 선정됐고 산둥 타이산 감독 시절에는 산둥의 중국 슈퍼리그 2010 우승을 이끌며 2010년 중국 슈퍼리그 올해의 감독상에 선정됐다.
이후 2015년부터 2019년까지 이란 페르시안 걸프 프로리그의 페르세폴리스 FC를 지도하면서 리그 3연패(2016-17, 2017-18, 2018-19), 2018-19 시즌 하즈피컵 우승, 이란 슈퍼컵 3연속 우승(2017년, 2018년, 2019년), 2018년 AFC 챔피언스리그 준우승을 이끌면서 3시즌 연속 이란 프로리그 올해의 감독상에 선정되는 영예를 안았다.
그 뒤 2019년 6월 18일 사우디 프로페셔널리그의 알아흘리 사우디의 사령탑으로 선임되면서 큰 기대를 모았지만 5경기에서 드러난 성적 부진으로 인하여 같은 해 9월 16일 부임 3개월만에 경질당하는 아픔을 겪었다.

### 국가대표팀
1998년부터 1999년까지 크로아티아 국가대표팀 수석 코치를 지냈고 2001년부터 2002년까지는 이란 대표팀의 수석 코치로 활동했으며 특히 크로아티아의 수석 코치로서 팀의 1998년 FIFA 월드컵 3위를 이끌었고 2002년 아시안 게임에서는 이란 U-23 대표팀의 감독으로 팀의 첫 금메달을 선사했으며 이란 성인대표팀 감독 시절에는 2003년 AFC-OFC 챌린지컵 우승, 2004년 WAFF 챔피언십 우승, 2004년 AFC 아시안컵 3위, 2006년 FIFA 월드컵 본선 진출의 업적을 달성했다.
그리고 2020년 1월 19일 에르빈 쿠만 전 감독의 뒤를 이어 오만 대표팀의 감독으로 전격 부임한 후 첫 국제 대회인 2022년 FIFA 월드컵 아시아 지역 2차 예선에서 6승 2패·A조 2위로 2014년 FIFA 월드컵 아시아 지역 예선 이후 2대회만의 월드컵 아시아 지역 최종 예선 진출을 지휘했다.
그 후 일본과의 최종 예선 B조 1차전 원정 경기에서 1-0으로 물리치는 이변을 일으켰음에도 이후 경기에서는 인상적인 모습을 보여주지 못한 채 4승 2무 4패·조 4위에 머물렀지만 그나마 2021년 FIFA 아랍컵에서는 오만의 사상 첫 아랍컵 8강 진출을 이끄는 성과를 거두었다.
그리고 2024년 2월 24일 중국 축구 국가대표팀의 사령탑으로 부임한 뒤 3월 21일 열린 싱가포르와의 2026년 FIFA 월드컵 아시아 지역 2차 예선 C조 3차전에서 중국 대표팀 사령탑 데뷔전을 치른 이후 4경기에서 1승 2무 1패의 성적으로 간신히 3차 예선 진출을 이끌었다.
그러나 3차 예선 10경기에서 3승 7패·C조 5위의 참담한 성적에 그쳤고 특히 인도네시아와의 9차전 원정 경기에서 상대팀인 올레 로메니에게 페널티킥 결승골을 얻어맞으면서 1987년 이후 무려 38년만의 인도네시아전 패배와 함께 6회 연속 월드컵 예선 탈락의 고배를 마시면서 결국 2025년 6월 14일 중국 대표팀 감독직에서 물러났다.